# تروفيو ألفريدو بيندا كومون دي سيتيجليو 2023
تروفيو ألفريدو بيندا كومون دي سيتيجليو 2023 (بالإيطالية: Trofeo Alfredo Binda - Comune di Cittiglio 2023) هو سباق دراجات هوائية من فئة  1.1، وهو الموسم السابع والأربعين من تروفيو ألفريدو بيندا كومون دي سيتيجليو، وأقيم في 19 مارس 2023 ضمن سباقات طواف العالم للدراجات للسيدات 2023، وشارك فيه  136 متسابقاً ووصل إلى نهايته  72 متسابقاً.
فاز بالمركز الأول شيرين فان أنروي، وفاز بالمركز الثاني إليسا بالسامو، وفاز بالمركز الثالث Vittoria Guazzini ‏، وتصدر تصنيف طواف العالم لورينا ويبيس.

## الفرق
| فرق سيدات عالمية (12)- كانيون–إس آر إيه إم ريسينغ 2023 ‏ - فريق سنويب للسيدات ‏ - بلانتور بورا سيلينج تيم ‏ - FDJ–Suez ‏ - فريق كوجياس ميتلر لوك برو للدراجات ‏ - جامبو فيسما للسيدات ‏ - ليف ريسينغ ‏ - موفيستار للسيدات ‏ - Lidl–Trek (women's team) ‏ - Liv AlUla Jayco ‏ - إس دي وركس 2023 ‏ - يو أي أيه تيم 2023 ‏ فرق دراجات قارية سيدات (12)- إن إكس تي جي ريسينغ ‏ - Aromitalia–Basso Bikes–Vaiano ‏ - بيبينك ‏ - Born To Win–Zhiraf–G20 ‏ - Ceratizit Pro Cycling ‏ - GB Junior Team Piemonte Pedale Castanese A.S.D.‏ - Isolmant–Premac–Vittoria ‏ - لابورال كوتكسا-فونداسيون يوسكادي 2023 ‏ - Team Mendelspeck ‏ - ماسي تكتيك تيم للسيدات ‏ - توب قيرلز فسى برتولو 2023 ‏ - Zaaf Cycling Team ‏ |  |
| |  |

## المشاركون
| Lidl–Trek (women's team) ‏ TFS | Lidl–Trek (women's team) ‏ TFS | Lidl–Trek (women's team) ‏ TFS |
| ----------------------------- | ----------------------------- | ----------------------------- |
| م                             | عداء                          | مرتبة                         |
| 1                             | إليسا بالسامو (طريق)          | 2                             |
| 2                             | برودي شابمان (طريق)           | 67                            |
| 3                             | أماندا سبرات                  | 16                            |
| 4                             | Gaia Realini ‏                 | 17                            |
| 5                             | شيرين فان أنروي               | 1                             |

| إس دي وركس ‏ SDW | إس دي وركس ‏ SDW     | إس دي وركس ‏ SDW |
| --------------- | ------------------- | --------------- |
| م               | عداء                | مرتبة           |
| 11              | لورينا ويبيس (طريق) | 18              |
| 12              | Niamh Fisher-Black ‏ | 37              |
| 13              | Anna Shackley ‏      | 36              |
| 14              | Sina Frei ‏          | 38              |
| 15              | Mischa Bredewold ‏   | 45              |

| يو أي أيه تيم ‏ UAD | يو أي أيه تيم ‏ UAD | يو أي أيه تيم ‏ UAD |
| ------------------ | ------------------ | ------------------ |
| م                  | عداء               | مرتبة              |
| 21                 | صوفيا بيرتيزولو    | 72                 |
| 22                 | Silvia Persico ‏    | 6                  |
| 23                 | ألينا أمياليوسيك   | 34                 |
| 24                 | Alena Ivanchenko ‏  | 65                 |
| 25                 | إيريكا ماجندي      | 32                 |
| 26                 | Mikayla Harvey ‏    | لم يكمل السباق     |

| جامبو فيسما للسيدات ‏ TJV | جامبو فيسما للسيدات ‏ TJV | جامبو فيسما للسيدات ‏ TJV |
| ------------------------ | ------------------------ | ------------------------ |
| م                        | عداء                     | مرتبة                    |
| 31                       | ماريان فوس               | 20                       |
| 32                       | Coryn Labecki            | 41                       |
| 33                       | Amber Kraak ‏             | 39                       |
| 34                       | ريجان ماركوس (طريق)      | 35                       |
| 35                       | Karlijn Swinkels ‏        | 23                       |
| 36                       | Kim Cadzow ‏              | 47                       |

| FDJ–Suez ‏ FST | FDJ–Suez ‏ FST      | FDJ–Suez ‏ FST |
| ------------- | ------------------ | ------------- |
| م             | عداء               | مرتبة         |
| 41            | غريس براون         | 19            |
| 42            | Loes Adegeest ‏     | 21            |
| 43            | Stine Borgli ‏      | 62            |
| 44            | مارتا كافالي       | 13            |
| 45            | Vittoria Guazzini ‏ | 3             |
| 46            | Évita Muzic ‏       | 40            |

| فريق سنويب للسيدات ‏ DSM | فريق سنويب للسيدات ‏ DSM | فريق سنويب للسيدات ‏ DSM |
| ----------------------- | ----------------------- | ----------------------- |
| م                       | عداء                    | مرتبة                   |
| 51                      | Francesca Barale ‏       | 26                      |
| 52                      | Léa Curinier ‏           | لم يكمل السباق          |
| 53                      | Eleonora Ciabocco ‏      | 49                      |
| 54                      | جولييت لابوس            | 12                      |
| 55                      | Esmée Peperkamp ‏        | 29                      |
| 56                      | NED                     | 7                       |

| كانيون–إس آر إيه إم ‏ CSR | كانيون–إس آر إيه إم ‏ CSR | كانيون–إس آر إيه إم ‏ CSR |
| ------------------------ | ------------------------ | ------------------------ |
| م                        | عداء                     | مرتبة                    |
| 61                       | كاتارزينا نيفيادوما      | 15                       |
| 62                       | تيفاني كرومويل           | 54                       |
| 63                       | Elise Chabbey ‏           | 24                       |
| 64                       | Ricarda Bauernfeind ‏     | 14                       |
| 65                       | ثريا بالادين             | 5                        |
| 66                       | Pauliena Rooijakkers ‏    | 31                       |

| ليف ريسينغ ‏ LIV | ليف ريسينغ ‏ LIV                 | ليف ريسينغ ‏ LIV |
| --------------- | ------------------------------- | --------------- |
| م               | عداء                            | مرتبة           |
| 71              | Caroline Andersson ‏             | 33              |
| 72              | مارغريتا فيكتوريا غارسيا (طريق) | 10              |
| 73              | Marta Jaskulska ‏                | 57              |
| 74              | Sabrina Stultiens ‏              | 55              |
| 75              | Quinty Ton ‏                     | 51              |
| 76              | Katia Ragusa ‏                   | لم يكمل السباق  |

| Liv AlUla Jayco ‏ BEX | Liv AlUla Jayco ‏ BEX | Liv AlUla Jayco ‏ BEX |
| -------------------- | -------------------- | -------------------- |
| م                    | عداء                 | مرتبة                |
| 81                   | كريستين فولكنر       | لم يبدأ              |
| 82                   | Ingvild Gåskjenn ‏    | لم يكمل السباق       |
| 83                   | Alexandra Manly ‏     | لم يكمل السباق       |
| 84                   | Ruby Roseman-Gannon ‏ | 46                   |
| 85                   | أني سانستيبان        | 25                   |
| 86                   | Urška Žigart ‏        | 69                   |

| موفيستار للسيدات ‏ MOV | موفيستار للسيدات ‏ MOV | موفيستار للسيدات ‏ MOV |
| --------------------- | --------------------- | --------------------- |
| م                     | عداء                  | مرتبة                 |
| 91                    | Katrine Aalerud ‏      | لم يكمل السباق        |
| 92                    | سارا مارتين           | 61                    |
| 93                    | Lourdes Oyarbide ‏     | لم يكمل السباق        |
| 94                    | Paula Patiño ‏         | 30                    |
| 95                    | أرلينيس سيرا (طريق)   | 4                     |

| بلانتور بورا سيلينج تيم ‏ FED | بلانتور بورا سيلينج تيم ‏ FED | بلانتور بورا سيلينج تيم ‏ FED |
| ---------------------------- | ---------------------------- | ---------------------------- |
| م                            | عداء                         | مرتبة                        |
| 101                          | Yara Kastelijn ‏              | 11                           |
| 102                          | Marthe Truyen ‏               | لم يكمل السباق               |
| 103                          | SUI                          | 70                           |
| 104                          | Greta Marturano ‏             | 64                           |
| 105                          | Julie Van de Velde ‏          | لم يكمل السباق               |
| 106                          | صوفي رايت                    | لم يكمل السباق               |

| فريق كوجياس ميتلر لوك برو للدراجات ‏ CGS | فريق كوجياس ميتلر لوك برو للدراجات ‏ CGS | فريق كوجياس ميتلر لوك برو للدراجات ‏ CGS |
| --------------------------------------- | --------------------------------------- | --------------------------------------- |
| م                                       | عداء                                    | مرتبة                                   |
| 111                                     | تمارا بالابولينا ‏ (طريق)                | لم يكمل السباق                          |
| 112                                     | Claire Steels ‏                          | 9                                       |
| 113                                     | إيلينا بيروني                           | 53                                      |
| 114                                     | Silvia Magri ‏                           | لم يكمل السباق                          |
| 115                                     | Nguyễn Thị Thật ‏ (طريق)                 | لم يكمل السباق                          |
| 116                                     | آنا كيزنهوفر                            | 48                                      |

| Ceratizit Pro Cycling ‏ WNT | Ceratizit Pro Cycling ‏ WNT | Ceratizit Pro Cycling ‏ WNT |
| -------------------------- | -------------------------- | -------------------------- |
| م                          | عداء                       | مرتبة                      |
| 121                        | Alice Maria Arzuffi ‏       | 42                         |
| 122                        | Arianna Fidanza ‏           | لم يكمل السباق             |
| 123                        | GER                        | لم يكمل السباق             |
| 125                        | Marta Lach ‏                | 50                         |

| Zaaf Cycling Team ‏ ZAF | Zaaf Cycling Team ‏ ZAF | Zaaf Cycling Team ‏ ZAF |
| ---------------------- | ---------------------- | ---------------------- |
| م                      | عداء                   | مرتبة                  |
| 131                    | Nikola Nosková ‏        | لم يكمل السباق         |
| 132                    | Mareille Meijering ‏    | 28                     |
| 133                    | Danielle De Francesco ‏ | 43                     |
| 134                    | Marta Romance‏          | لم يكمل السباق         |
| 135                    | هايدي فرانز            | 63                     |
| 136                    | Debora Silvestri ‏      | 27                     |

| إن إكس تي جي ريسينغ ‏ AGS | إن إكس تي جي ريسينغ ‏ AGS | إن إكس تي جي ريسينغ ‏ AGS |
| ------------------------ | ------------------------ | ------------------------ |
| م                        | عداء                     | مرتبة                    |
| 141                      | Mireia Benito ‏           | 59                       |
| 142                      | Justine Ghekiere ‏        | 8                        |
| 143                      | BEL                      | لم يكمل السباق           |
| 144                      | Anya Louw ‏               | لم يكمل السباق           |
| 145                      | Gaia Masetti ‏            | لم يكمل السباق           |
| 146                      | Lone Meertens ‏           | 60                       |

| لابورال كوتكسا فونداسيون يوسكادي ‏ LKF | لابورال كوتكسا فونداسيون يوسكادي ‏ LKF | لابورال كوتكسا فونداسيون يوسكادي ‏ LKF |
| ------------------------------------- | ------------------------------------- | ------------------------------------- |
| م                                     | عداء                                  | مرتبة                                 |
| 151                                   | Yurani Blanco ‏                        | لم يكمل السباق                        |
| 152                                   | Laura Rodriguez ‏                      | لم يكمل السباق                        |
| 153                                   | Ariana Gilabert ‏                      | 56                                    |
| 154                                   | Eneritz Vadillo ‏                      | 58                                    |
| 155                                   | Nadia Quagliotto ‏                     | 44                                    |

| ماسي تكتيك تيم للسيدات ‏ MAT | ماسي تكتيك تيم للسيدات ‏ MAT | ماسي تكتيك تيم للسيدات ‏ MAT |
| --------------------------- | --------------------------- | --------------------------- |
| م                           | عداء                        | مرتبة                       |
| 161                         | Aurela Nerlo ‏               | لم يكمل السباق              |
| 162                         | Petra Zsankó ‏               | لم يكمل السباق              |
| 163                         | FRA                         | لم يكمل السباق              |
| 164                         | Jennifer Ducuara‏            | لم يكمل السباق              |
| 165                         | Miryam Núñez ‏               | لم يكمل السباق              |

| Aromitalia–Basso Bikes–Vaiano ‏ VAI | Aromitalia–Basso Bikes–Vaiano ‏ VAI | Aromitalia–Basso Bikes–Vaiano ‏ VAI |
| ---------------------------------- | ---------------------------------- | ---------------------------------- |
| م                                  | عداء                               | مرتبة                              |
| 171                                | راسا ليليفيتو (طريق)               | لم يكمل السباق                     |
| 172                                | ITA                                | لم يكمل السباق                     |
| 173                                | ITA                                | لم يكمل السباق                     |
| 174                                | ITA                                | لم يكمل السباق                     |
| 175                                | Fanny Bonini‏                       | لم يكمل السباق                     |
| 176                                | Rasa Rumsaite‏                      | لم يكمل السباق                     |

| بيبينك ‏ BPK | بيبينك ‏ BPK         | بيبينك ‏ BPK    |
| ----------- | ------------------- | -------------- |
| م           | عداء                | مرتبة          |
| 181         | Silvia Zanardi ‏     | 52             |
| 182         | ITA                 | لم يكمل السباق |
| 183         | Andrea Casagranda ‏  | لم يكمل السباق |
| 184         | Giorgia Vettorello ‏ | 71             |
| 185         | ITA                 | لم يكمل السباق |
| 186         | ITA                 | لم يكمل السباق |

| Born To Win–Zhiraf–G20 ‏ BTW | Born To Win–Zhiraf–G20 ‏ BTW | Born To Win–Zhiraf–G20 ‏ BTW |
| --------------------------- | --------------------------- | --------------------------- |
| م                           | عداء                        | مرتبة                       |
| 191                         | Sara Casasola ‏              | لم يكمل السباق              |
| 192                         | Giorgia Serena‏              | لم يكمل السباق              |
| 193                         | ITA                         | لم يكمل السباق              |
| 194                         | Vanessa Santeliz‏            | لم يكمل السباق              |
| 195                         | Elisa Taiti‏                 | لم يكمل السباق              |
| 196                         | Rachele Bonzanini‏           | لم يكمل السباق              |

| Isolmant–Premac–Vittoria ‏ SBT | Isolmant–Premac–Vittoria ‏ SBT | Isolmant–Premac–Vittoria ‏ SBT |
| ----------------------------- | ----------------------------- | ----------------------------- |
| م                             | عداء                          | مرتبة                         |
| 201                           | ITA                           | لم يكمل السباق                |
| 203                           | Carmela Cipriani ‏             | لم يكمل السباق                |
| 204                           | Beatrice Rossato ‏             | 66                            |
| 205                           | ITA                           | لم يكمل السباق                |
| 206                           | ESP                           | لم يكمل السباق                |

| Team Mendelspeck ‏ MDS | Team Mendelspeck ‏ MDS | Team Mendelspeck ‏ MDS |
| --------------------- | --------------------- | --------------------- |
| م                     | عداء                  | مرتبة                 |
| 211                   | ITA                   | لم يكمل السباق        |
| 212                   | Martina Sanfilippo‏    | لم يكمل السباق        |
| 213                   | ITA                   | لم يكمل السباق        |
| 214                   | ITA                   | لم يكمل السباق        |
| 215                   | ITA                   | لم يكمل السباق        |
| 216                   | ITA                   | لم يكمل السباق        |

| توب قيرلز فسى برتولو ‏ TOP | توب قيرلز فسى برتولو ‏ TOP | توب قيرلز فسى برتولو ‏ TOP |
| ------------------------- | ------------------------- | ------------------------- |
| م                         | عداء                      | مرتبة                     |
| 221                       | Giorgia Bariani ‏          | لم يكمل السباق            |
| 222                       | Iris Monticolo ‏           | لم يكمل السباق            |
| 223                       | ITA                       | لم يكمل السباق            |
| 224                       | Gaia Segato‏               | 68                        |
| 225                       | ITA                       | لم يكمل السباق            |
| 226                       | Alessia Vigilia ‏          | 22                        |

| GB Junior Team Piemonte Pedale Castanese A.S.D.‏ GBJ | GB Junior Team Piemonte Pedale Castanese A.S.D.‏ GBJ | GB Junior Team Piemonte Pedale Castanese A.S.D.‏ GBJ |
| --------------------------------------------------- | --------------------------------------------------- | --------------------------------------------------- |
| م                                                   | عداء                                                | مرتبة                                               |
| 231                                                 | Rebecca Rigamonti‏                                   | لم يكمل السباق                                      |
| 232                                                 | Vittoria Ruffilli‏                                   | لم يكمل السباق                                      |
| 233                                                 | Chiara Sacchi‏                                       | لم يكمل السباق                                      |
| 234                                                 | Benedetta della Corte‏                               | لم يكمل السباق                                      |
| 235                                                 | Gemma Sernissi ‏                                     | لم يكمل السباق                                      |
| 236                                                 | Sylvie Truc‏                                         | لم يكمل السباق                                      |

| Lidl–Trek (women's team) ‏ TFS | Lidl–Trek (women's team) ‏ TFS | Lidl–Trek (women's team) ‏ TFS |
| ----------------------------- | ----------------------------- | ----------------------------- |
| م                             | عداء                          | مرتبة                         |
| 1                             | إليسا بالسامو (طريق)          | 2                             |
| 2                             | برودي شابمان (طريق)           | 67                            |
| 3                             | أماندا سبرات                  | 16                            |
| 4                             | Gaia Realini ‏                 | 17                            |
| 5                             | شيرين فان أنروي               | 1                             |

| إس دي وركس ‏ SDW | إس دي وركس ‏ SDW     | إس دي وركس ‏ SDW |
| --------------- | ------------------- | --------------- |
| م               | عداء                | مرتبة           |
| 11              | لورينا ويبيس (طريق) | 18              |
| 12              | Niamh Fisher-Black ‏ | 37              |
| 13              | Anna Shackley ‏      | 36              |
| 14              | Sina Frei ‏          | 38              |
| 15              | Mischa Bredewold ‏   | 45              |

| يو أي أيه تيم ‏ UAD | يو أي أيه تيم ‏ UAD | يو أي أيه تيم ‏ UAD |
| ------------------ | ------------------ | ------------------ |
| م                  | عداء               | مرتبة              |
| 21                 | صوفيا بيرتيزولو    | 72                 |
| 22                 | Silvia Persico ‏    | 6                  |
| 23                 | ألينا أمياليوسيك   | 34                 |
| 24                 | Alena Ivanchenko ‏  | 65                 |
| 25                 | إيريكا ماجندي      | 32                 |
| 26                 | Mikayla Harvey ‏    | لم يكمل السباق     |

| جامبو فيسما للسيدات ‏ TJV | جامبو فيسما للسيدات ‏ TJV | جامبو فيسما للسيدات ‏ TJV |
| ------------------------ | ------------------------ | ------------------------ |
| م                        | عداء                     | مرتبة                    |
| 31                       | ماريان فوس               | 20                       |
| 32                       | Coryn Labecki            | 41                       |
| 33                       | Amber Kraak ‏             | 39                       |
| 34                       | ريجان ماركوس (طريق)      | 35                       |
| 35                       | Karlijn Swinkels ‏        | 23                       |
| 36                       | Kim Cadzow ‏              | 47                       |

| FDJ–Suez ‏ FST | FDJ–Suez ‏ FST      | FDJ–Suez ‏ FST |
| ------------- | ------------------ | ------------- |
| م             | عداء               | مرتبة         |
| 41            | غريس براون         | 19            |
| 42            | Loes Adegeest ‏     | 21            |
| 43            | Stine Borgli ‏      | 62            |
| 44            | مارتا كافالي       | 13            |
| 45            | Vittoria Guazzini ‏ | 3             |
| 46            | Évita Muzic ‏       | 40            |

| فريق سنويب للسيدات ‏ DSM | فريق سنويب للسيدات ‏ DSM | فريق سنويب للسيدات ‏ DSM |
| ----------------------- | ----------------------- | ----------------------- |
| م                       | عداء                    | مرتبة                   |
| 51                      | Francesca Barale ‏       | 26                      |
| 52                      | Léa Curinier ‏           | لم يكمل السباق          |
| 53                      | Eleonora Ciabocco ‏      | 49                      |
| 54                      | جولييت لابوس            | 12                      |
| 55                      | Esmée Peperkamp ‏        | 29                      |
| 56                      | NED                     | 7                       |

| كانيون–إس آر إيه إم ‏ CSR | كانيون–إس آر إيه إم ‏ CSR | كانيون–إس آر إيه إم ‏ CSR |
| ------------------------ | ------------------------ | ------------------------ |
| م                        | عداء                     | مرتبة                    |
| 61                       | كاتارزينا نيفيادوما      | 15                       |
| 62                       | تيفاني كرومويل           | 54                       |
| 63                       | Elise Chabbey ‏           | 24                       |
| 64                       | Ricarda Bauernfeind ‏     | 14                       |
| 65                       | ثريا بالادين             | 5                        |
| 66                       | Pauliena Rooijakkers ‏    | 31                       |

| ليف ريسينغ ‏ LIV | ليف ريسينغ ‏ LIV                 | ليف ريسينغ ‏ LIV |
| --------------- | ------------------------------- | --------------- |
| م               | عداء                            | مرتبة           |
| 71              | Caroline Andersson ‏             | 33              |
| 72              | مارغريتا فيكتوريا غارسيا (طريق) | 10              |
| 73              | Marta Jaskulska ‏                | 57              |
| 74              | Sabrina Stultiens ‏              | 55              |
| 75              | Quinty Ton ‏                     | 51              |
| 76              | Katia Ragusa ‏                   | لم يكمل السباق  |

| Liv AlUla Jayco ‏ BEX | Liv AlUla Jayco ‏ BEX | Liv AlUla Jayco ‏ BEX |
| -------------------- | -------------------- | -------------------- |
| م                    | عداء                 | مرتبة                |
| 81                   | كريستين فولكنر       | لم يبدأ              |
| 82                   | Ingvild Gåskjenn ‏    | لم يكمل السباق       |
| 83                   | Alexandra Manly ‏     | لم يكمل السباق       |
| 84                   | Ruby Roseman-Gannon ‏ | 46                   |
| 85                   | أني سانستيبان        | 25                   |
| 86                   | Urška Žigart ‏        | 69                   |

| موفيستار للسيدات ‏ MOV | موفيستار للسيدات ‏ MOV | موفيستار للسيدات ‏ MOV |
| --------------------- | --------------------- | --------------------- |
| م                     | عداء                  | مرتبة                 |
| 91                    | Katrine Aalerud ‏      | لم يكمل السباق        |
| 92                    | سارا مارتين           | 61                    |
| 93                    | Lourdes Oyarbide ‏     | لم يكمل السباق        |
| 94                    | Paula Patiño ‏         | 30                    |
| 95                    | أرلينيس سيرا (طريق)   | 4                     |

| بلانتور بورا سيلينج تيم ‏ FED | بلانتور بورا سيلينج تيم ‏ FED | بلانتور بورا سيلينج تيم ‏ FED |
| ---------------------------- | ---------------------------- | ---------------------------- |
| م                            | عداء                         | مرتبة                        |
| 101                          | Yara Kastelijn ‏              | 11                           |
| 102                          | Marthe Truyen ‏               | لم يكمل السباق               |
| 103                          | SUI                          | 70                           |
| 104                          | Greta Marturano ‏             | 64                           |
| 105                          | Julie Van de Velde ‏          | لم يكمل السباق               |
| 106                          | صوفي رايت                    | لم يكمل السباق               |

| فريق كوجياس ميتلر لوك برو للدراجات ‏ CGS | فريق كوجياس ميتلر لوك برو للدراجات ‏ CGS | فريق كوجياس ميتلر لوك برو للدراجات ‏ CGS |
| --------------------------------------- | --------------------------------------- | --------------------------------------- |
| م                                       | عداء                                    | مرتبة                                   |
| 111                                     | تمارا بالابولينا ‏ (طريق)                | لم يكمل السباق                          |
| 112                                     | Claire Steels ‏                          | 9                                       |
| 113                                     | إيلينا بيروني                           | 53                                      |
| 114                                     | Silvia Magri ‏                           | لم يكمل السباق                          |
| 115                                     | Nguyễn Thị Thật ‏ (طريق)                 | لم يكمل السباق                          |
| 116                                     | آنا كيزنهوفر                            | 48                                      |

| Ceratizit Pro Cycling ‏ WNT | Ceratizit Pro Cycling ‏ WNT | Ceratizit Pro Cycling ‏ WNT |
| -------------------------- | -------------------------- | -------------------------- |
| م                          | عداء                       | مرتبة                      |
| 121                        | Alice Maria Arzuffi ‏       | 42                         |
| 122                        | Arianna Fidanza ‏           | لم يكمل السباق             |
| 123                        | GER                        | لم يكمل السباق             |
| 125                        | Marta Lach ‏                | 50                         |

| Zaaf Cycling Team ‏ ZAF | Zaaf Cycling Team ‏ ZAF | Zaaf Cycling Team ‏ ZAF |
| ---------------------- | ---------------------- | ---------------------- |
| م                      | عداء                   | مرتبة                  |
| 131                    | Nikola Nosková ‏        | لم يكمل السباق         |
| 132                    | Mareille Meijering ‏    | 28                     |
| 133                    | Danielle De Francesco ‏ | 43                     |
| 134                    | Marta Romance‏          | لم يكمل السباق         |
| 135                    | هايدي فرانز            | 63                     |
| 136                    | Debora Silvestri ‏      | 27                     |

| إن إكس تي جي ريسينغ ‏ AGS | إن إكس تي جي ريسينغ ‏ AGS | إن إكس تي جي ريسينغ ‏ AGS |
| ------------------------ | ------------------------ | ------------------------ |
| م                        | عداء                     | مرتبة                    |
| 141                      | Mireia Benito ‏           | 59                       |
| 142                      | Justine Ghekiere ‏        | 8                        |
| 143                      | BEL                      | لم يكمل السباق           |
| 144                      | Anya Louw ‏               | لم يكمل السباق           |
| 145                      | Gaia Masetti ‏            | لم يكمل السباق           |
| 146                      | Lone Meertens ‏           | 60                       |

| لابورال كوتكسا فونداسيون يوسكادي ‏ LKF | لابورال كوتكسا فونداسيون يوسكادي ‏ LKF | لابورال كوتكسا فونداسيون يوسكادي ‏ LKF |
| ------------------------------------- | ------------------------------------- | ------------------------------------- |
| م                                     | عداء                                  | مرتبة                                 |
| 151                                   | Yurani Blanco ‏                        | لم يكمل السباق                        |
| 152                                   | Laura Rodriguez ‏                      | لم يكمل السباق                        |
| 153                                   | Ariana Gilabert ‏                      | 56                                    |
| 154                                   | Eneritz Vadillo ‏                      | 58                                    |
| 155                                   | Nadia Quagliotto ‏                     | 44                                    |

| ماسي تكتيك تيم للسيدات ‏ MAT | ماسي تكتيك تيم للسيدات ‏ MAT | ماسي تكتيك تيم للسيدات ‏ MAT |
| --------------------------- | --------------------------- | --------------------------- |
| م                           | عداء                        | مرتبة                       |
| 161                         | Aurela Nerlo ‏               | لم يكمل السباق              |
| 162                         | Petra Zsankó ‏               | لم يكمل السباق              |
| 163                         | FRA                         | لم يكمل السباق              |
| 164                         | Jennifer Ducuara‏            | لم يكمل السباق              |
| 165                         | Miryam Núñez ‏               | لم يكمل السباق              |

| Aromitalia–Basso Bikes–Vaiano ‏ VAI | Aromitalia–Basso Bikes–Vaiano ‏ VAI | Aromitalia–Basso Bikes–Vaiano ‏ VAI |
| ---------------------------------- | ---------------------------------- | ---------------------------------- |
| م                                  | عداء                               | مرتبة                              |
| 171                                | راسا ليليفيتو (طريق)               | لم يكمل السباق                     |
| 172                                | ITA                                | لم يكمل السباق                     |
| 173                                | ITA                                | لم يكمل السباق                     |
| 174                                | ITA                                | لم يكمل السباق                     |
| 175                                | Fanny Bonini‏                       | لم يكمل السباق                     |
| 176                                | Rasa Rumsaite‏                      | لم يكمل السباق                     |

| بيبينك ‏ BPK | بيبينك ‏ BPK         | بيبينك ‏ BPK    |
| ----------- | ------------------- | -------------- |
| م           | عداء                | مرتبة          |
| 181         | Silvia Zanardi ‏     | 52             |
| 182         | ITA                 | لم يكمل السباق |
| 183         | Andrea Casagranda ‏  | لم يكمل السباق |
| 184         | Giorgia Vettorello ‏ | 71             |
| 185         | ITA                 | لم يكمل السباق |
| 186         | ITA                 | لم يكمل السباق |

| Born To Win–Zhiraf–G20 ‏ BTW | Born To Win–Zhiraf–G20 ‏ BTW | Born To Win–Zhiraf–G20 ‏ BTW |
| --------------------------- | --------------------------- | --------------------------- |
| م                           | عداء                        | مرتبة                       |
| 191                         | Sara Casasola ‏              | لم يكمل السباق              |
| 192                         | Giorgia Serena‏              | لم يكمل السباق              |
| 193                         | ITA                         | لم يكمل السباق              |
| 194                         | Vanessa Santeliz‏            | لم يكمل السباق              |
| 195                         | Elisa Taiti‏                 | لم يكمل السباق              |
| 196                         | Rachele Bonzanini‏           | لم يكمل السباق              |

| Isolmant–Premac–Vittoria ‏ SBT | Isolmant–Premac–Vittoria ‏ SBT | Isolmant–Premac–Vittoria ‏ SBT |
| ----------------------------- | ----------------------------- | ----------------------------- |
| م                             | عداء                          | مرتبة                         |
| 201                           | ITA                           | لم يكمل السباق                |
| 203                           | Carmela Cipriani ‏             | لم يكمل السباق                |
| 204                           | Beatrice Rossato ‏             | 66                            |
| 205                           | ITA                           | لم يكمل السباق                |
| 206                           | ESP                           | لم يكمل السباق                |

| Team Mendelspeck ‏ MDS | Team Mendelspeck ‏ MDS | Team Mendelspeck ‏ MDS |
| --------------------- | --------------------- | --------------------- |
| م                     | عداء                  | مرتبة                 |
| 211                   | ITA                   | لم يكمل السباق        |
| 212                   | Martina Sanfilippo‏    | لم يكمل السباق        |
| 213                   | ITA                   | لم يكمل السباق        |
| 214                   | ITA                   | لم يكمل السباق        |
| 215                   | ITA                   | لم يكمل السباق        |
| 216                   | ITA                   | لم يكمل السباق        |

| توب قيرلز فسى برتولو ‏ TOP | توب قيرلز فسى برتولو ‏ TOP | توب قيرلز فسى برتولو ‏ TOP |
| ------------------------- | ------------------------- | ------------------------- |
| م                         | عداء                      | مرتبة                     |
| 221                       | Giorgia Bariani ‏          | لم يكمل السباق            |
| 222                       | Iris Monticolo ‏           | لم يكمل السباق            |
| 223                       | ITA                       | لم يكمل السباق            |
| 224                       | Gaia Segato‏               | 68                        |
| 225                       | ITA                       | لم يكمل السباق            |
| 226                       | Alessia Vigilia ‏          | 22                        |

| GB Junior Team Piemonte Pedale Castanese A.S.D.‏ GBJ | GB Junior Team Piemonte Pedale Castanese A.S.D.‏ GBJ | GB Junior Team Piemonte Pedale Castanese A.S.D.‏ GBJ |
| --------------------------------------------------- | --------------------------------------------------- | --------------------------------------------------- |
| م                                                   | عداء                                                | مرتبة                                               |
| 231                                                 | Rebecca Rigamonti‏                                   | لم يكمل السباق                                      |
| 232                                                 | Vittoria Ruffilli‏                                   | لم يكمل السباق                                      |
| 233                                                 | Chiara Sacchi‏                                       | لم يكمل السباق                                      |
| 234                                                 | Benedetta della Corte‏                               | لم يكمل السباق                                      |
| 235                                                 | Gemma Sernissi ‏                                     | لم يكمل السباق                                      |
| 236                                                 | Sylvie Truc‏                                         | لم يكمل السباق                                      |

## التصنيف العام النهائي
| التصنيف العام          | التصنيف العام            | التصنيف العام                       | التصنيف العام | التصنيف العام |
| المتسابقة              | المتسابقة                | الفريق                              | الوقت         |               |
| ---------------------- | ------------------------ | ----------------------------------- | ------------- | ------------- |
| 1                      | شيرين فان أنروي          | Lidl–Trek (women's team) ‏           | 3 س 39 د 32 ث |               |
| 2                      | إليسا بالسامو            | Lidl–Trek (women's team) ‏           | + 23 ث        |               |
| 3                      | Vittoria Guazzini ‏       | FDJ–Suez ‏                           | + 23 ث        |               |
| 4                      | أرلينيس سيرا             | موفيستار للسيدات ‏                   | + 23 ث        |               |
| 5                      | ثريا بالادين             | كانيون–إس آر إيه إم ‏                | + 23 ث        |               |
| 6                      | Silvia Persico ‏          | يو أي أيه تيم ‏                      | + 23 ث        |               |
| 7                      | هولندا                   | فريق سنويب للسيدات ‏                 | + 23 ث        |               |
| 8                      | Justine Ghekiere ‏        | إن إكس تي جي ريسينغ ‏                | + 23 ث        |               |
| 9                      | Claire Steels ‏           | فريق كوجياس ميتلر لوك برو للدراجات ‏ | + 23 ث        |               |
| 10                     | مارغريتا فيكتوريا غارسيا | ليف ريسينغ ‏                         | + 23 ث        |               |
|                        |                          |                                     |               |               |
| مصدر: Cycling Quotient |                          |                                     |               |               |

### تصنيف النقاط
| تصنيف النقاط           | تصنيف النقاط       | تصنيف النقاط              | تصنيف النقاط | تصنيف النقاط |
| المتسابقة              | المتسابقة          | الفريق                    | النقاط       |              |
| ---------------------- | ------------------ | ------------------------- | ------------ | ------------ |
| 1                      | لورينا ويبيس       | إس دي وركس ‏               | 872 نقطة     |              |
| 2                      | أماندا سبرات       | Lidl–Trek (women's team) ‏ | 754 نقطة     |              |
| 3                      | لوت كوبيكي         | إس دي وركس ‏               | 720 نقطة     |              |
| 4                      | غريس براون         | FDJ–Suez ‏                 | 562 نقطة     |              |
| 5                      | إليسا بالسامو      | Lidl–Trek (women's team) ‏ | 548 نقطة     |              |
| 6                      | إليسا ونغو بورغيني | Lidl–Trek (women's team) ‏ | 536 نقطة     |              |
| 7                      | Loes Adegeest ‏     | FDJ–Suez ‏                 | 480 نقطة     |              |
| 8                      | جورجيا وليامز      | EF Education–Tibco–SVB ‏   | 430 نقطة     |              |
| 9                      | Silvia Persico ‏    | يو أي أيه تيم ‏            | 430 نقطة     |              |
| 10                     | ديمي فوليرينغ      | إس دي وركس ‏               | 424 نقطة     |              |
|                        |                    |                           |              |              |
| مصدر: Cycling Quotient |                    |                           |              |              |

## تصنيف الفرق

### الفرق حسب النقاط
| ترتيب الفرق حسب النقاط | ترتيب الفرق حسب النقاط    | ترتيب الفرق حسب النقاط | ترتيب الفرق حسب النقاط |
| الفريق                 | الفريق                    | النقاط                 |                        |
| ---------------------- | ------------------------- | ---------------------- | ---------------------- |
| 1                      | Lidl–Trek (women's team) ‏ | 2780 نقطة              |                        |
| 2                      | إس دي وركس ‏               | 2455 نقطة              |                        |
| 3                      | FDJ–Suez ‏                 | 1977 نقطة              |                        |
| 4                      | كانيون–إس آر إيه إم ‏      | 1270 نقطة              |                        |
| 5                      | يو أي أيه تيم ‏            | 1148 نقطة              |                        |
| 6                      | موفيستار للسيدات ‏         | 1017 نقطة              |                        |
| 7                      | EF Education–Tibco–SVB ‏   | 872 نقطة               |                        |
| 8                      | Liv AlUla Jayco ‏          | 830 نقطة               |                        |
| 9                      | فريق سنويب للسيدات ‏       | 827 نقطة               |                        |
| 10                     | رالي سايكلنج ‏             | 816 نقطة               |                        |
|                        |                           |                        |                        |
| مصدر: Cycling Quotient |                           |                        |                        |

## تصانيف فرعية

### تصنيف أفضل شاب
| تصنيف أفضل شابة        | تصنيف أفضل شابة     | تصنيف أفضل شابة           | تصنيف أفضل شابة | تصنيف أفضل شابة |
| المتسابقة              | المتسابقة           | الفريق                    | الوقت           |                 |
| ---------------------- | ------------------- | ------------------------- | --------------- | --------------- |
| 1                      | Maike van der Duin ‏ | كانيون–إس آر إيه إم ‏      |                 |                 |
| 2                      | Henrietta Christie ‏ | رالي سايكلنج ‏             |                 |                 |
| 3                      | Gaia Realini ‏       | Lidl–Trek (women's team) ‏ |                 |                 |
|                        |                     |                           |                 |                 |
| مصدر: Cycling Quotient |                     |                           |                 |                 |